# Danh sách Tổng thống Liban
Tổng thống Liban chỉ mang tính biểu tượng ở Liban. Tuy nhiên, Tổng thống vẫn có thể ban hành luật pháp được quốc hội thông qua, cùng với Thủ tướng chọn bộ trưởng trong chính phủ và bảo vệ hiến pháp.
Dưới đây là danh sách các Tổng thống của Liban kể từ khi chức vụ này thành lập năm 1926.

## Hiệp ước Quốc gia
Mặc dù nó không phải là hiến pháp, một thỏa thuận được gọi là Hiệp ước Quốc gia, thông qua năm 1943, yêu cầu tổng thống Liban là một tín đồ Công giáo Maronite. Thỏa thuận này đã bị đình chỉ ba lần, khi ba người Hồi giáo, Thủ tướng nắm quyền tổng thống, những người đó bao gồm Selim Hoss vào năm 1988, Fouad Siniora trong năm 2007 và Tammam Salam vào năm 2014.

## Danh sách Tổng thống
| Nhà nước Đại Liban, lãnh thổ ủy trị của Pháp (1926–1943) |           |                                                       |                      |                      |                                              |                                              |                                                                             |
| STT                                                      | Chân dung | Tên (Sinh–Mất)                                        | Nhậm chức            | Kết thúc             | Đảng                                         | Đảng                                         | Ghi chú                                                                     |
| 1                                                        |           | Charles Debbas شارل دباس (1885–1935)                  | 1 tháng 9 năm 1926   | 2 tháng 1 năm 1934   | Độc lập                                      | Độc lập                                      | —                                                                           |
| —                                                        |           | Privat-Antoine Aubouard أنطوان أوبوار                 | 2 tháng 1 năm 1934   | 30 tháng 1 năm 1934  | Độc lập                                      | Độc lập                                      | —                                                                           |
| 2                                                        |           | Habib Pacha Es-Saad حبيب باشا السعد (1867–1942)       | 30 tháng 1 năm 1934  | 20 tháng 1 năm 1936  | Độc lập                                      | Độc lập                                      | —                                                                           |
| 3                                                        |           | Émile Eddé إميل أده (1886–1949)                       | 20 tháng 1 năm 1936  | 4 tháng 4 năm 1941   | Khối Quốc gia                                | Khối Quốc gia                                | —                                                                           |
| —                                                        |           | Pierre-Georges Arlabosse بيار جورج أرلابوس            | 4 tháng 4 năm 1941   | 9 tháng 4 năm 1941   | Độc lập                                      | Độc lập                                      | —                                                                           |
| 4                                                        |           | Alfred Georges Naccache ألفرد جورج النقاش (1887–1978) | 9 tháng 4 năm 1941   | 18 tháng 3 năm 1943  | Đảng Kataeb                                  | Đảng Kataeb                                  | —                                                                           |
| —                                                        |           | Ayoub Tabet أيوب ثابت (1884–1951)                     | 19 tháng 7 năm 1943  | 21 tháng 7 năm 1943  | Độc lập                                      | Độc lập                                      | —                                                                           |
| 5                                                        |           | Petro Trad بيترو طراد (1876–1947)                     | 22 tháng 7 năm 1943  | 21 tháng 9 năm 1943  | Độc lập                                      | Độc lập                                      | —                                                                           |
| 6                                                        |           | Bechara Khoury بشارة الخوري (1890–1964)               | 21 tháng 9 năm 1943  | 11 tháng 11 năm 1943 | Đảng Lập hiến                                | Đảng Lập hiến                                | —                                                                           |
| Cộng hoà Liban (1943–nay)                                |           |                                                       |                      |                      |                                              |                                              |                                                                             |
| STT                                                      | Chân dung | Tên (Sinh–Mất)                                        | Nhậm chức            | Kết thúc             | Đảng                                         | Đảng                                         | Chú thích                                                                   |
| —                                                        |           | Émile Eddé إميل أده (1886–1949)                       | 11 tháng 11 năm 1943 | 22 tháng 11 năm 1943 | Khối Quốc gia                                | Khối Quốc gia                                | —                                                                           |
| 6                                                        |           | Bechara Khoury بشارة الخوري (1890–1964)               | 22 tháng 11 năm 1943 | 18 tháng 9 năm 1952  | Đảng Lập hiến                                | Đảng Lập hiến                                | —                                                                           |
| —                                                        |           | Fuad Chehab فؤاد شهاب (1902–1973)                     | 18 tháng 9 năm 1952  | 22 tháng 9 năm 1952  | Độc lập                                      | Độc lập                                      | —                                                                           |
| 7                                                        |           | Camille Chamoun كميل شمعون (1900–1987)                | 23 tháng 9 năm 1952  | 22 tháng 9,1958      | Đảng Tự do Quốc gia                          | Đảng Tự do Quốc gia                          | —                                                                           |
| 8                                                        |           | Fuad Chehab فؤاد شهاب (1902–1973)                     | 23 tháng 9 năm 1958  | 22 tháng 9 năm 1964  | Độc lập                                      | Độc lập                                      | Chehab từng là tổng tư lệnh của Lực lượng vũ trang Liban từ năm 1945 – 1958 |
| 9                                                        |           | Charles Helou شارل حلو (1913–2001)                    | 23 tháng 9 năm 1964  | 22 tháng 9 năm 1970  | Chehabist                                    | Chehabist                                    | —                                                                           |
| 10                                                       |           | Suleiman Frangieh سليمان فرنجية (1910–1992)           | 23 tháng 9 năm 1970  | 22 tháng 9 năm 1976  | Phong trào Marada                            | Phong trào Marada                            | —                                                                           |
| 11                                                       |           | Elias Sarkis إلياس سركيس (1924–1985)                  | 23 tháng 9 năm 1976  | 22 tháng 9 năm 1982  | Chehabist                                    | Chehabist                                    | —                                                                           |
|                                                          |           | Bachir Gemayel بشير الجميل (1947–1982)                | 23 tháng 8 năm 1982  | 14 tháng 9 năm 1982  | Đảng Kataeb                                  | Đảng Kataeb                                  | Gemayel bị ám sát trước khi nhậm chức trong Nội chiến Liban                 |
| 12                                                       |           | Amine Gemayel أمين الجميل (1942–)                     | 23 tháng 9 năm 1982  | 22 tháng 9 năm 1988  | Đảng Kataeb                                  | Đảng Kataeb                                  | Anh trai của Bachir Gemayel.                                                |
| —                                                        |           | Selim Hoss سليم الحص (1929–)                          | 22 tháng 9 năm 1988  | 5 tháng 11 năm 1989  | Độc lập                                      | Độc lập                                      | Tranh chấp chức vụ với tướng Michel Aoun                                    |
|                                                          |           | Michel Aoun ميشال عون (1933–)                         | 22 tháng 9 năm 1988  | 13 tháng 10 năm 1990 | Quân đội                                     | Quân đội                                     | Tranh chấp chức vụ với Selim Hoss                                           |
| 13                                                       |           | René Moawad رينيه معوض (1925–1989)                    | 5 tháng 11 năm 1989  | 22 tháng 11 năm 1989 | Phong trào Độc lập                           | Phong trào Độc lập                           | Moawad bị ám sát trong Nội chiến Liban                                      |
| —                                                        |           | Selim Hoss سليم الحص (1929–)                          | 22 tháng 11 năm 1989 | 24 tháng 11 năm 1989 | Độc lập                                      | Độc lập                                      | —                                                                           |
| 14                                                       |           | Elias Hrawi إلياس الهراوي (1926–2006)                 | 24 tháng 11 năm 1989 | 24 tháng 11 năm 1998 | Độc lập                                      | Độc lập                                      | —                                                                           |
| 15                                                       |           | Émile Lahoud إميل لحود (1936–)                        | 24 tháng 11 năm 1998 | 24 tháng 11 năm 2007 | Độc lập                                      | Độc lập                                      | Từng là tổng tư lệnh của Lực lượng vũ trang Liban trong Nội chiến Liban     |
| —                                                        |           | Fouad Siniora فؤاد السنيورة (1943–)                   | 24 tháng 11 năm 2007 | 25 tháng 5 năm 2008  | Phong trào Tương lai (Phong trào 14 tháng 3) | Phong trào Tương lai (Phong trào 14 tháng 3) | —                                                                           |
| 16                                                       |           | Michel Suleiman ميشال سليمان (1948–)                  | 25 tháng 5 năm 2008  | 25 tháng 5 năm 2014  | Độc lập                                      | Độc lập                                      | Suleiman từng là tổng tư lệnh của Lực lượng vũ trang Liban 1998 – 2008      |
| —                                                        |           | Tammam Salam تمّام سلام (1945–)                        | 25 tháng 5 năm 2014  | 31 tháng 10 năm 2016 | Độc lập                                      | Độc lập                                      | —                                                                           |
| 17                                                       |           | Michel Aoun ميشال عون (1933–)                         | 31 tháng 10 năm 2016 | Đương nhiệm          | Phong trào Yêu nước Tự do                    | Phong trào Yêu nước Tự do                    | —                                                                           |

## Các cựu tổng thống còn sống
| Tên             | Nhiệm kỳ    | Ngày sinh         | Đảng chính trị |
| --------------- | ----------- | ----------------- | -------------- |
| Amine Gemayel   | 1982 – 1988 | 22 tháng 1, 1942  | Đảng Kataeb    |
| Émile Lahoud    | 1998 – 2007 | 12 tháng 1, 1936  | Độc lập        |
| Michel Suleiman | 2008 – 2014 | 21 tháng 11, 1948 | Độc lập        |